# San Miguel la Sardina
San Miguel la Sardina är en ort i Mexiko.   Den ligger i kommunen Francisco León och delstaten Chiapas, i den sydöstra delen av landet, 700 km öster om huvudstaden Mexico City. San Miguel la Sardina ligger 495 meter över havet och antalet invånare är 1 106.
Terrängen runt San Miguel la Sardina är kuperad. Runt San Miguel la Sardina är det ganska glesbefolkat, med 42 invånare per kvadratkilometer. Närmaste större samhälle är Tecpatán, 18,0 km söder om San Miguel la Sardina. I omgivningarna runt San Miguel la Sardina växer huvudsakligen savannskog.